# Ghadir Stadium
Ghadir Stadium – wielofunkcyjny stadion w Ahwazie, w Iranie. 

## Charakterystyka
Może pomieścić 50 199 widzów. Został otwarty w 2012 roku. Swoje spotkania rozgrywają na nim piłkarze klubu Esteghlal Chuzestan.
Budowa stadionu rozpoczęła się w 2006 roku, choć plany budowy obiektu powstały już w latach 70. XX wieku (w 1974 roku koncepcję architektoniczną stworzyła Zohreh Malileh Farshid, jedna z pierwszych kobiet w Iranie trudniących się zawodem architekta). W założeniu stadion miał być jedną z aren Letnich Igrzysk Olimpijskich w 1984 roku, do goszczenia których kandydował Teheran. Otwarcie stadionu miało miejsce w 2012 roku. Gospodarzami nowej areny zostały kluby piłkarskie Fulad Ahwaz i Esteghlal Chuzestan. W 2019 roku Fulad Ahvaz przeniósł się jednak na swój nowy, typowo piłkarski stadion wybudowany we wschodniej części miasta.